# Leísmo de cortesía
El leísmo de cortesía es el uso en idioma español de los pronombres de objeto clíticos le o les para marcar la segunda persona de cortesía bien del singular (correspondiente al pronombre de sujeto usted) o bien de su correspondiente plural (pronombre de sujeto ustedes). Por contraste, la mayoría de dialectos y variedades de español ustedeantes utilizan para esa misma función gramatical los pronombres lo o la, para el singular, y los, las u os, para el plural. Un ejemplo de enunciado con leísmo de cortesía es «¿En qué puedo atenderle, señor?», que en otros dialectos ustedeantes correspondería a «¿En qué puedo atenderlo, señor?». Este fenómeno lingüístico es parecido al leísmo en que le(s) recibe un uso distinto del tradicional dativo.
En varios de los dialectos que presentan leísmo de cortesía, ambos usos, el tradicional y el leísta, están en variación y el uso con le(s) es percibido como más cortés. En estos dialectos, le(s) se suele usar con referentes masculinos o femeninos, aunque el uso con referentes femeninos resulta menos común o extendido. Según algunos autores, el uso del leísmo de cortesía es más frecuente en frases hechas o fórmulas fijas.

## Desarrollo lingüístico
Según nota la RAE, se desarrolló el leísmo de cortesía para poder distinguir entre participantes en el discurso (segunda persona) y participantes fuera del discurso (tercera persona): «Le acompaño (a usted) al sitio donde va a esperarla (a ella)». Con el uso del acusativo, puede haber confusión entre los referentes. Otra teoría es que se desarrolló a partir del valor socio-pragmático del dativo (le[s]). Es decir, el dativo se hace referencia al hecho de que el interlocutor es humano, al contrario del acusativo, lo cual normalmente indica un objeto.

## Extensión
El leísmo de cortesía no se restringe a las áreas tradicionalmente leístas en dialectología (centro de España, Ecuador, algunas zonas andinas en otros países), sino que se extiende a todas y es frecuente su empleo con verbos con los que se establecen relaciones de autoridad, en especial si son de los llamados verbos de cambio de régimen (como ayudar u obedecer), verbos que han cambiado o están cambiando el complemento indirecto por el complemento directo u otros en los que a veces hay posibilidad de alternación con estos pronombres (verbos de afección psíquica, etc).